# Mausoleo Zwobada
Il mausoleo Zwobada è sito nel cimitero di Mentana in provincia di Roma, vi si accede tramite una traversa (l'ultima a sinistra) del vialone d'accesso del camposanto, indi mediante la prima traversa a destra e poi la prima a sinistra (come prosecuzione ideale al vialone d'accesso), il mausoleo è sito in fondo a tale via.
Tale mausoleo fu iniziato nel 1956 da Jacques Zwobada in onore della moglie Antonia Fieramonte morta a 42 anni per grave malattia. Una lastra di marmo rettangolare con epigrafe posta al termine del vialone d'accesso avverte l'inizio del mausoleo. Alla destra della lastra vi è una statua bronzea raffigurante l'amplesso.
Un muro semicircolare crea all'interno del mausoleo una esedra semicircolare all'aperto ai cui 2 lati sono poste due cappelle bianche (che ricordano delle abitazioni di molte isole greche) con statue bronzee. Altre 4 teste bronzee sono disposte in vario modo nel mausoleo.
La tomba della moglie è posta sulla parete di fondo, in un ipogeo sotto un'ulteriore statua bronzea raffigurante la moglie dell'artista di origine ceca. Un'altra statua raffigurante l'artista ceco è posta su di un piedistallo.